# Numero primo titanico
Un numero primo titanico è un numero primo di almeno 1 000 cifre decimali. Il termine è stato coniato da Samuel Yates negli anni '80.
I primi 30 numeri primi titanici sono della forma
{\displaystyle p=10^{999}+n,}
dove n può avere i seguenti valori: 7, 663, 2121, 2593, 3561, 4717, 5863, 9459, 11239, 14397, 17289, 18919, 19411, 21667, 25561, 26739, 27759, 28047, 28437, 28989, 35031, 41037, 41409, 41451, 43047, 43269, 43383, 50407, 51043, 52507 (sequenza A074282 dell'OEIS)
I primi numeri primi titanici scoperti furono i primi di Mersenne 24253−1, con 1,281 cifre, e 24423−1, con 1,332 cifre. Furono entrambi trovati il 3 novembre 1961 da Alexander Hurwitz. Non è certo quale dei due venne scoperto per primo: infatti, la primalità di 24253−1 venne provata per prima, ma Hurwitz vide prima l'output di 24423−1.